# Dreißig Tyrannen in der Historia Augusta
Als Dreißig Tyrannen (tyranni triginta) werden in den Kaiserbiographien der spätantiken Historia Augusta 30 (genauer gesagt: 32) römische Usurpatoren (im spätantiken Sprachgebrauch: tyranni) bezeichnet, die sich während der Regierungszeit des Kaisers Gallienus (260–268) erhoben hatten bzw. haben sollen.
Dabei handelt es sich in der (nicht chronologischen) Textfolge um: Cyriades, Postumus, Postumus den Jüngeren, Lollianus, Victorinus, Victorinus den Jüngeren, Marius, Ingenuus, Regalianus, Aureolus, Macrianus, Macrianus den Jüngeren, Quietus, Odaenathus, Herodes, Maeonius, Ballista, Valens, Valens den Älteren (?), Piso, Aemilianus, Saturninus, Tetricus den Älteren, Tetricus den Jüngeren, Trebellianus, Herennianus (?), Timolaus (?), Celsus, Zenobia, Victoria, Titus und Censorinus.
Bei der besagten Historia Augusta handelt es sich um eine sehr problematische Quelle, ganz besonders was die Kaiserviten für die Reichskrise des 3. Jahrhunderts betrifft, in die zahlreiche fiktive Elemente eingeflochten wurden. Der Wahrheitsgehalt vieler Aussagen kann daher für den genannten Zeitraum nicht immer mit letzter Sicherheit bestimmt werden. Die moderne Forschung konnte nachweisen, dass die meisten Viten der so genannten „dreißig Tyrannen“ ganz (wie die des angeblichen Gegenkaisers Censorinus) oder doch wenigstens größtenteils erfunden sind, wobei teils sogar nicht nur der Lebenslauf, sondern auch die Namen reine Fiktion sind. 
Der anonyme Verfasser der Historia Augusta bemühte sich offenbar, die Herrschaft des Gallienus so düster wie möglich zu schildern, die Bezeichnung dreißig Tyrannen spielt wohl auf die Herrschaft der Dreißig in Athen im späten 5. Jahrhundert v. Chr. an. Mit seiner negativen Darstellung des Gallienus lag er auf einer Linie mit anderen lateinischen senatorischen Geschichtsschreibern, die ihre Informationen wahrscheinlich aus der Enmannschen Kaisergeschichte schöpften; im Gegensatz dazu schneidet der Kaiser bei den griechischen Geschichtsschreibern vorteilhafter ab. Der anonyme Autor der Historia Augusta verfuhr sehr großzügig und rechnete auch Gegenkaiser zu den dreißig Tyrannen, die kurz vor oder nach Gallienus die Macht ergriffen.